# Grand Prix Austrálie 2023
Grand Prix Austrálie 2023 (oficiálně Formula 1 Rolex Australian Grand Prix 2023) se jela na okruhu Albert Park Circuit v Melbourne, Victoria v Austrálii dne 2. dubna 2023. Závod byl třetím v pořadí v sezóně 2023 šampionátu Formule 1.

## Pozadí

### Pořadí šampionátu před závodem
Do víkendu vstoupil Max Verstappen s těsným náskokem 44 bodů na čele mistrovství světa jezdců, o jeden bod před svým týmovým kolegou Sergiem Pérezem na druhém místě a o 14 bodů před Fernandem Alonsem na třetím místě. V šampionátu konstruktérů vedl Red Bull Racing s 87 body před Aston Martinem a Mercedesem. Oba týmy měly 38 bodů.

### Pneumatiky
Dodavatel pneumatik Pirelli přivezl na závod směsi pneumatik C2, C3 a C4 (označené jako tvrdé, střední a měkké), které mohly týmy používat.

### Změny na trati
Po přestavbě okruhu Albert Park v roce 2021 a odstranění šikany v zatáčkách 9 a 10 byla navržena a instalována čtvrtá zóna DRS v zatáčce 9. Po prvním dni tréninků během víkendu Grand Prix Austrálie 2022 byla nová zóna DRS zrušena kvůli obavám o bezpečnost, které vyjádřili někteří jezdci.
Šéf Grand Prix Andrew Westacott řekl melbournskému deníku Herald Sun, že zóna DRS bude pro Velkou cenu Austrálie 2023 znovu zavedena poté, co obdržel pozitivní zpětnou vazbu od FIA a Formule 1.

## Kvalifikace
Kvalifikace se uskutečnila 1. dubna 2023 v 15:00 místního času (UTC+11).
V první části kvalifikace Sergio Pérez zablokoval auto a vyjel na šotolinu, což způsobilo červenou vlajku. Nebyl schopen zajet reprezentativní čas a spolu s ním v první části kvalifikace vypadli Oscar Piastri, Čou Kuan-jü, Logan Sargeant a Valtteri Bottas. Pérezovi však bylo na základě rozhodnutí stevardů povoleno závodit.
Během druhé části kvalifikace šel do šotoliny Lando Norris, který se kvalifikoval jako třináctý, spolu s ním v této části skončili Esteban Ocon, Júki Cunoda, Kevin Magnussen a Nyck de Vries. Ve třetí části hlásil Max Verstappen drobné problémy svého vozu, přesto si vyjel pole position, druhé místo obsadil George Russell před svým týmovým kolegou Lewisem Hamiltonem.
| Poř.                        | Č. | Jezdec           | Konstruktér                  | Časy v kvalifikaci | Časy v kvalifikaci | Časy v kvalifikaci | Pořadí na startu |
| Poř.                        | Č. | Jezdec           | Konstruktér                  | Q1                 | Q2                 | Q3                 | Pořadí na startu |
| --------------------------- | -- | ---------------- | ---------------------------- | ------------------ | ------------------ | ------------------ | ---------------- |
| 1                           | 1  | Max Verstappen   | Red Bull Racing-Honda RBPT   | 1:17.384           | 1:17.056           | 1:16.732           | 1                |
| 2                           | 63 | George Russell   | Mercedes                     | 1:17.654           | 1:17.513           | 1:16.968           | 2                |
| 3                           | 44 | Lewis Hamilton   | Mercedes                     | 1:17.689           | 1:17.551           | 1:17.104           | 3                |
| 4                           | 14 | Fernando Alonso  | Aston Martin Aramco-Mercedes | 1:17.832           | 1:17.283           | 1:17.139           | 4                |
| 5                           | 55 | Carlos Sainz Jr. | Ferrari                      | 1:17.928           | 1:17.349           | 1:17.270           | 5                |
| 6                           | 18 | Lance Stroll     | Aston Martin Aramco-Mercedes | 1:17.873           | 1:17.616           | 1:17.308           | 6                |
| 7                           | 16 | Charles Leclerc  | Ferrari                      | 1:18.218           | 1:17.390           | 1:17.369           | 7                |
| 8                           | 23 | Alexander Albon  | Williams-Mercedes            | 1:17.962           | 1:17.761           | 1:17.609           | 8                |
| 9                           | 10 | Pierre Gasly     | Alpine-Renault               | 1:18.312           | 1:17.574           | 1:17.675           | 9                |
| 10                          | 27 | Nico Hülkenberg  | Haas-Ferrari                 | 1:18.029           | 1:17.412           | 1:17.735           | 10               |
| 11                          | 31 | Esteban Ocon     | Alpine-Renault               | 1:17.770           | 1:17.768           |                    | 11               |
| 12                          | 22 | Júki Cunoda      | AlphaTauri-Honda RBPT        | 1:18.471           | 1:18.099           |                    | 12               |
| 13                          | 4  | Lando Norris     | McLaren-Mercedes             | 1:18.243           | 1:18.119           |                    | 13               |
| 14                          | 20 | Kevin Magnussen  | Haas-Ferrari                 | 1:18.159           | 1:18.129           |                    | 14               |
| 15                          | 21 | Nyck de Vries    | AlphaTauri-Honda RBPT        | 1:18.450           | 1:18.335           |                    | 15               |
| 16                          | 81 | Oscar Piastri    | McLaren-Mercedes             | 1:18.517           |                    |                    | 16               |
| 17                          | 24 | Čou Kuan-jü      | Alfa Romeo-Ferrari           | 1:18.540           |                    |                    | 17               |
| 18                          | 2  | Logan Sargeant   | Williams-Mercedes            | 1:18.557           |                    |                    | 18               |
| 19                          | 77 | Valtteri Bottas  | Alfa Romeo-Ferrari           | 1:18.714           |                    |                    | PL               |
| —                           | 11 | Sergio Pérez     | Red Bull Racing-Honda RBPT   | Bez času           |                    |                    | PL               |
| 107 % času vítěze: 1:22.800 |    |                  |                              |                    |                    |                    |                  |
| Zdroj:                      |    |                  |                              |                    |                    |                    |                  |

## Závod
Závod se uskutečnil 2. dubna 2023 v 16:00 místního času (UTC+10).
| Poř.                                                                               | No. | Jezdec           | Konstruktér                  | Počet kol | Čas/Odstoupení | Start | Body |
| ---------------------------------------------------------------------------------- | --- | ---------------- | ---------------------------- | --------- | -------------- | ----- | ---- |
| 1                                                                                  | 1   | Max Verstappen   | Red Bull Racing-Honda RBPT   | 58        | 2:32:38.371    | 1     | 25   |
| 2                                                                                  | 44  | Lewis Hamilton   | Mercedes                     | 58        | +0.179         | 3     | 18   |
| 3                                                                                  | 14  | Fernando Alonso  | Aston Martin Aramco-Mercedes | 58        | +0.769         | 4     | 15   |
| 4                                                                                  | 18  | Lance Stroll     | Aston Martin Aramco-Mercedes | 58        | +3.082         | 6     | 12   |
| 5                                                                                  | 11  | Sergio Pérez     | Red Bull Racing-Honda RBPT   | 58        | +3.320         | PL    | 11   |
| 6                                                                                  | 4   | Lando Norris     | McLaren-Mercedes             | 58        | +3.701         | 13    | 8    |
| 7                                                                                  | 27  | Nico Hülkenberg  | Haas-Ferrari                 | 58        | +4.939         | 10    | 6    |
| 8                                                                                  | 81  | Oscar Piastri    | McLaren-Mercedes             | 58        | +5.382         | 16    | 4    |
| 9                                                                                  | 24  | Čou Kuan-jü      | Alfa Romeo-Ferrari           | 58        | +5.713         | 17    | 2    |
| 10                                                                                 | 22  | Júki Cunoda      | AlphaTauri-Honda RBPT        | 58        | +6.052         | 12    | 1    |
| 11                                                                                 | 77  | Valtteri Bottas  | Alfa Romeo-Ferrari           | 58        | +6.513         | PL    |      |
| 12                                                                                 | 55  | Carlos Sainz Jr. | Ferrari                      | 58        | +6.594         | 5     |      |
| 13                                                                                 | 10  | Pierre Gasly     | Alpine-Renault               | 56        | Kolize         | 9     |      |
| 14                                                                                 | 31  | Esteban Ocon     | Alpine-Renault               | 56        | Kolize         | 11    |      |
| 15                                                                                 | 21  | Nyck de Vries    | AlphaTauri-Honda RBPT        | 56        | Kolize         | 15    |      |
| 16                                                                                 | 2   | Logan Sargeant   | Williams-Mercedes            | 56        | Kolize         | 18    |      |
| 17                                                                                 | 20  | Kevin Magnussen  | Haas-Ferrari                 | 52        | Nehoda         | 14    |      |
| Ret                                                                                | 63  | George Russell   | Mercedes                     | 17        | Motor          | 2     |      |
| Ret                                                                                | 23  | Alexander Albon  | Williams-Mercedes            | 6         | Nehoda         | 8     |      |
| Ret                                                                                | 16  | Charles Leclerc  | Ferrari                      | 0         | Kolize         | 7     |      |
| Nejrychlejší kolo: Sergio Pérez (Red Bull Racing-Honda RBPT) – 1:20.235 (53. kolo) |     |                  |                              |           |                |       |      |
| Zdroj:                                                                             |     |                  |                              |           |                |       |      |

Poznámky
1. ↑  Carlos Sainz Jr. dokončil závod na 4. místě, ale obdržel penalizaci 5 sekund za způsobení kolize s Fernandem Alonsem.
2. ↑  Včetně bodu za nejrychlejší kolo.
3. 1 2 3 4 5  Pierre Gasly, Esteban Ocon, Nyck de Vries, Logan Sargeant a Kevin Magnussen byli klasifikování, protože odjeli více než 90 % závodu.

## Průběžné pořadí po závodě
|        | Pořadí | Jezdec           | Body |
| ------ | ------ | ---------------- | ---- |
|        | 1      | Max Verstappen   | 69   |
|        | 2      | Sergio Pérez     | 54   |
|        | 3      | Fernando Alonso  | 45   |
| 1      | 4      | Lewis Hamilton   | 38   |
| 1      | 5      | Carlos Sainz Jr. | 20   |
| Zdroj: |        |                  |      |

|        | Pořadí | Konstruktér                  | Body |
| ------ | ------ | ---------------------------- | ---- |
|        | 1      | Red Bull-Honda RBPT          | 123  |
|        | 2      | Aston Martin Aramco-Mercedes | 65   |
|        | 3      | Mercedes                     | 56   |
|        | 4      | Ferrari                      | 26   |
| 5      | 5      | McLaren-Mercedes             | 12   |
| Zdroj: |        |                              |      |